# Nicanor Parra

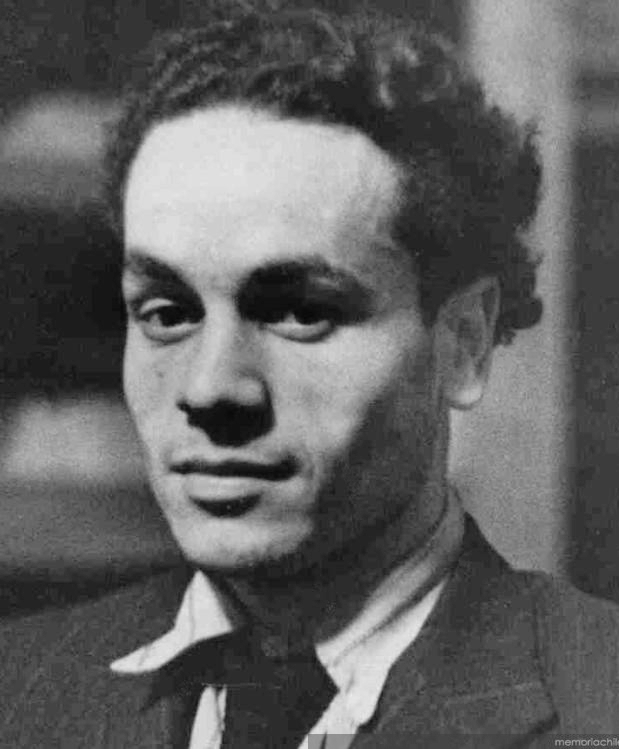
Parra, 1935

Nicanor Parra (San Fabián de Alico (próximo de Chillán), 5 de setembro de 1914 - La Reina, 23 de janeiro de 2018) foi um matemático e poeta chileno e irmão mais velho de Violeta Parra.

## Vida
Em 1932 mudou-se para Santiago, onde cursou o último ano do ensino médio no Internato Barros Arana, onde iniciou uma amizade com outros estudantes como: Jorge Millas, Luis Oyarzún e Carlos Pedraza. Os dois primeiros seriam escritores e Pedraza pintor.
Em 1933 ingressou no Instituto Pedagógico da Universidade do Chile, onde estudou matemática e física. Enquanto era estudante, trabalhou como inspetor no Internato onde estudou, onde também eram inspetores Millas e Pedraza, circunstância que o ajudou a manter laços com seus antigos colegas de estudos.
Em 1935 começou a circular a "Revista Nueva", entre os inspetores, professores e alunos do Internato.
Em 1937 publicou seu primeiro livro: "Cancionero sin nombre", com 29 poemas. Nessa época o autor tinha grande afinidade com a obra de Federico García Lorca.
No início da década de 1940, leu obras de Walt Whitman, outro autor pelo qual teve grande afinidade.
Em 1943, viajou para os Estados Unidos e realizou estudos de pós-graduação em física na Universidade Brown, localizada em Providence (Rhode Island), de onde retornou em 1945 para passar a ensinar na Universidade do Chile.
Também em 1943, escreveu uma obra de 20 poemas, que seria publicada como "Ejercicios retóricos", em 1954.
Em 1949, viajou para a Inglaterra para assistir a cursos de cosmologia na Universidade de Oxford, de onde retornou em 1952.
Em 1954, publicou: "Poemas y antipoemas". Dentre as obras que o influenciaram para escrever os "antipoemas", pode-se citar: os filmes de Charles Chaplin, obras surrealistas e os escritos de Franz Kafka, Thomas Stearns Eliot, Ezra Pound, John Donne e William Blake.
Pode-se dizer que o "antipoema" é subversivo, mas não militante, pois não toma partido ideológico, sendo, pelo contrário, um instrumento para fazer acusações contra as deformações das ideologias. O sistema antipoético inclui entre seus elementos: uma personagem antiheróica que observa no interior das casas ou se desloca por locais públicos de espaços urbanos; o humor, a ironia, o sarcasmo, que permitem perceber o que está oculto. Sua entonação e sintaxe não obedecem a um modelo literário, prefere a linguagem prosaica, falada todos os dias e em todos os cantos. Tem uma construção fragmentada e apresenta uma dissonância que evoca montagem ou colagem.
Nas suas obras posteriores, predominaram os antipoemas.
Em 2011, ele recebeu o Prêmio Cervantes, oferecido pelo Ministério da Cultura da Espanha.

## Obras
- Cancionero sin nombre, 1937.
- Poemas y antipoemas, 1954.
- La cueca larga,  1958.
- Versos de salón, 1962.
- Manifiesto, 1963.
- Canciones rusas, 1967.
- Obra gruesa, 1969.
- Los profesores, 1971.
- Artefactos, 1972.
- Sermones y prédicas del Cristo de Elqui, 1977.
- Nuevos sermones y prédicas del Cristo de Elqui, 1979.
- El anti-Lázaro, 1981.
- Plaza Sésamo, 1981.
- Poema y antipoema de Eduardo Frei, 1982.
- Cachureos, ecopoemas, guatapiques, últimas prédicas, 1983.
- Chistes para desorientar a la policía, 1983.
- Coplas de Navidad, 1983.
- Poesía política, 1983.
- Hojas de Parra, 1985.
- Nicanor Parra: Poems and Antipoems, ed. David Unger(New Directions), 1985.
- Poemas para combatir la calvicie, 1993.
- Páginas en blanco, 2001.
- Lear Rey & Mendigo, 2004.
- Obras completas I & algo +, 2006.
- Discursos de Sobremesa, 2006